# Landtagswahlkreis 4 (Kärnten)
Der Wahlkreis 4 (Kärnten West) ist ein Wahlkreis in Kärnten, der die politischen Bezirke Feldkirchen, Hermagor und Spittal an der Drau umfasst. Bei der Landtagswahl 2013 waren im Wahlkreis 4 99.151 Personen wahlberechtigt, wobei bei der Wahl die Sozialdemokratische Partei Österreichs (SPÖ) mit 42,3 % als stärkste Partei hervorging. Neben der SPÖ, die drei Grundmandate im Wahlkreis erzielte, erreichten auch Freiheitliche Partei Österreichs (FPÖ) und die Österreichische Volkspartei (ÖVP) je ein Grundmandat.

## Geschichte
Ursprünglich bestand in Kärnten bei Landtagswahlen lediglich ein Wahlkreis. Nachdem die burgenländische Landtagswahl 1977 beim Verfassungsgerichtshof angefochten worden war, erkannte der Verfassungsgerichtshof, dass die Nennung von „Wahlkreisen“ im Artikel 26 des Bundes-Verfassungsgesetzes, also im Plural, dahingehend auszulegen sein, dass mindestens zwei Wahlkreise pro Bundesland bestehen müssen. In der Folge änderten die betroffenen Bundesländer Kärnten, Salzburg und das Burgenland ihre Landtagswahlordnungen. Kärnten vollzog die notwendige Adaptierung mit der am 18. Mai 1979 erfolgten Änderung der Landtagswahlordnung 1974, wobei das Landesgebiet in vier Wahlkreise unterteilt wurde. Zum Wahlkreis 4 wurden dabei die Bezirke Hermagor, Spittal an der Drau und die damalige Expositur Feldkirchen (ab 1982 Bezirk Feldkirchen) zusammengeschlossen.
Bei der Landtagswahl 1984 erreichte die Sozialdemokratische Partei Österreichs (SPÖ) im Wahlkreis 4 mit 47,6 % noch nahezu die absolute Stimmenmehrheit. In der Folge musste die SPÖ jedoch kontinuierliche und teilweise starke Stimmenverluste hinnehmen, wenngleich sie bis 1994 im Wahlkreis die relative Mehrheit knapp verteidigen konnte. 1999 verlor die SPÖ jedoch den ersten Platz an die Freiheitlichen. Nachdem die SPÖ bei der Landtagswahl 2004 nach sukzessiven Verlusten wieder einen Gewinn einfahren konnte, erreichte sie auch bei dieser Wahl nur den zweiten Rang. Danach rutschte sie 2009 auf 25,8 % ab, ihr bisher schlechtester Wert. Dadurch konnte sie auch nur noch zwei Grundmandate erlangen, zwei weniger als 1984. War die SPÖ von 1999 bis 2009 nur auf dem zweiten Platz gelandet, so konnte sie 2013 mit 30,7 % den ersten Platz von den Freiheitlichen zurückerobern. Dennoch war der Wahlkreis 4 wie auch bei den Wahlen zuvor der schwächste Wahlkreis der SPÖ.
Die Freiheitlichen, 1984 mit 18,5 % nur drittstärkste Kraft, legten unter Jörg Haider bis 1999 kontinuierlich auf 42,9 % zu und eroberten in diesem Jahr den ersten Platz. Diesen konnten die Freiheitlichen mit 45,0 % bzw. 47,4 % auch bei den Wahlen 2004 und 2009 halten, wobei die Freiheitlichen 2009 unter der Marke BZÖ antraten. Nachdem sich die Freiheitlichen als FPK wieder vom BZÖ abgespalten hatten, verloren sie im Zuge verschiedener Korruptionsaffären bei der Landtagswahl 2009 rund 43 % ihres Stimmenanteils und fielen auf 20,6 % zurück. Dennoch kam die FPK im Wahlkreis 2 auf den zweiten Platz, wobei sie hier bei jeder Landtagswahl ein überdurchschnittliches Ergebnis und fast immer ihr bestes Wahlkreisergebnis erzielte.
Die Österreichische Volkspartei (ÖVP), die 1984 mit 31,7 % und zweiGrundmandaten noch den zweiten Rang belegte, fiel bereits 1989 hinter die Freiheitlichen zurück und erreichte zwischen 1989 und 1999 mit 24 bis 27 % Stimmenanteil ebenfalls jeweils zwei Grundmandate. Bei der Landtagswahl 2004 verlor die ÖVP rund 10 % und stürzte auf 14,5 % ab. Nach diesem historisch schlechtesten Ergebnis konnte sich die ÖVP bei den Landtagswahlen 2009 und 2013 mit 19,7 % bzw. 19,1 % wieder stabilisieren, wobei die ÖVP im Wahlkreis vier bei den Landtagswahlen seit 1984 hier immer ihr bestes Ergebnis erreichte.
Die Grünen Kärnten scheiterten bis 2004 alleine und mit verschiedenen Wahlbündnissen mehrfach an der hohen Grundmandatshürde, die für einen Einzug in den Landtag notwendig war. Erst bei der Landtagswahl 2004 konnten die Grünen im Wahlkreis 1 ein Grundmandat erringen, im Landtagswahlkreis 4 verfehlten sie mit 4,8 % hingegen das Grundmandat klar. Nach leichten Verlusten im Jahr 2009 sank das Ergebnis der Grünen auf rund 4,0 %, im Jahr 2013 konnten die Grünen ihr Ergebnis auf 10,2 % mehr als verdoppeln. Der Gewinn eines Grundmandates blieb den Grünen dennoch verwehrt. Zudem fielen die Grünen bei der Landtagswahl 2013 im Wahlkreis 4 hinter das Team Stronach (TS) zurück, das beim erstmaligen Antreten 12,1 % bzw. ein Grundmandat erzielte. Auch das Bündnis Zukunft Österreich (BZÖ) schaffte 2013 den Einzug in den Landtag, erreichte mit 5,7 % im Wahlkreis 4 jedoch das schlechteste Wahlkreisergebnis in den vier Bezirken.

## Wahlergebnisse
| Landtagswahlen im Wahlkreis 4 | Landtagswahlen im Wahlkreis 4 | Landtagswahlen im Wahlkreis 4 | Landtagswahlen im Wahlkreis 4 | Landtagswahlen im Wahlkreis 4 | Landtagswahlen im Wahlkreis 4 | Landtagswahlen im Wahlkreis 4 | Landtagswahlen im Wahlkreis 4 | Landtagswahlen im Wahlkreis 4 | Landtagswahlen im Wahlkreis 4 |
| ----------------------------- | ----------------------------- | ----------------------------- | ----------------------------- | ----------------------------- | ----------------------------- | ----------------------------- | ----------------------------- | ----------------------------- | ----------------------------- |
| Wahltermin                    | GM                            |                               | SPÖ                           | ÖVP                           | FPÖ/BZÖ/FPK                   | GRÜNE                         | TK                            | Sonstige                      |                               |
| 30. September 1984            |                               | Stimmenanteile (%)            | 47,60                         | 31,69                         | 18,52                         | 0,76                          | -                             | 1,42                          |                               |
| 30. September 1984            | 8                             | Grundmandate                  | 4                             | 2                             | 1                             | 0                             | -                             | 0                             |                               |
| 12. März 1989                 |                               | Stimmenanteile (%)            | 43,18                         | 24,30                         | 29,88                         | 0,74                          | -                             | 1,92                          |                               |
| 12. März 1989                 | 8                             | Grundmandate                  | 3                             | 2                             | 2                             | 0                             | -                             | 0                             |                               |
| 13. März 1994                 |                               | Stimmenanteile (%)            | 34,49                         | 27,05                         | 34,07                         | 1,41                          | -                             | 2,97                          |                               |
| 13. März 1994                 | 8                             | Grundmandate                  | 3                             | 2                             | 3                             | 0                             | -                             | 0                             |                               |
| 7. März 1999                  |                               | Stimmenanteile (%)            | 30,29                         | 23,96                         | 42,93                         | -                             | -                             | 2,82                          |                               |
| 7. März 1999                  | 8                             | Grundmandate                  | 2                             | 2                             | 3                             | -                             | -                             | 0                             |                               |
| 7. März 2004                  |                               | Stimmenanteile (%)            | 35,12                         | 14,51                         | 45,14                         | 4,76                          | -                             | 0,47                          |                               |
| 7. März 2004                  | 9                             | Grundmandate                  | 3                             | 1                             | 4                             | 0                             | -                             | 0                             |                               |
| 1. März 2009                  |                               | Stimmenanteile (%)            | 25,82                         | 19,71                         | 47,42                         | 3,51                          | -                             | 3,77                          |                               |
| 1. März 2009                  | 9                             | Grundmandate                  | 2                             | 1                             | 4                             | 0                             | -                             | 0                             |                               |
| 3. März 2013                  |                               | Stimmenanteile (%)            | 30,69                         | 19,10                         | 20,57                         | 10,18                         | 12,06                         | 7,40                          |                               |
| 3. März 2013                  | 9                             | Grundmandate                  | 2                             | 1                             | 1                             | 0                             | 1                             | 0                             |                               |
| 4. März 2018                  |                               | Stimmenanteile (%)            | 42,34                         | 19,04                         | 24,45                         | 2,31                          | 7,86                          | 3,99                          |                               |
| 4. März 2018                  | 8                             | Grundmandate                  | 3                             | 1                             | 1                             | 0                             | 0                             | 0                             |                               |
| 5. März 2023                  |                               | Stimmenanteile (%)            | 33,73                         | 19,69                         | 29,11                         | 2,66                          | 10,91                         | 3,90                          |                               |
| 5. März 2023                  | 8                             | Grundmandate                  | 2                             | 2                             | 1                             | 0                             | 0                             | 0                             |                               |